# Eremurus lachnostegius
Eremurus lachnostegius är en grästrädsväxtart som beskrevs av Aleksei Ivanovich Vvedensky. Eremurus lachnostegius ingår i släktet Eremurus och familjen grästrädsväxter. Inga underarter finns listade i Catalogue of Life.